# 北極の基地/潜航大作戦
『北極の基地/潜航大作戦』（ほっきょくのきち/せんこうだいさくせん、原題：Ice Station Zebra）は、1968年公開のアメリカ合衆国の映画。監督は『荒野の七人』『大脱走』などの娯楽アクション作を多数手がけたジョン・スタージェスで、本作品もアクション・アドベンチャー映画である。映画『ナバロンの要塞』の原作者であるアリステア・マクリーンの『北極基地 潜航作戦』（ハヤカワ文庫、高橋泰邦訳）を原作としている。

## あらすじ
北極の氷原にあるイギリスの気象観測基地ゼブラからのSOSを受けて米原潜タイガーフィッシュ号はファラデイ艦長以下、イギリスの諜報員ジョーンズと海兵隊員を乗せて北極に向かう。
だが、気象観測所員は半分以上が死んでおり、しかも、そのうちの3人はピストルで射殺されていた。
実は、米ソのミサイル基地を撮影したソ連の偵察衛星がゼブラの敷地内に墜落、その衛星に収められているフィルムの奪い合いの果ての惨劇であった。かくして、フィルムの回収に手段をいとわぬソ連と、事件に巻き込まれた原潜乗組員の戦いが開始された。

## キャスト
| 役名             | 俳優                     | 日本語吹替                     | 日本語吹替                         | 日本語吹替                                                                                                 |
| 役名             | 俳優                     | 東京12ch版                     | 日本テレビ版                       | テレビ朝日版                                                                                               |
| ---------------- | ------------------------ | ------------------------------ | ---------------------------------- | --- |
| ファラデイ艦長   | ロック・ハドソン         | 広川太一郎                     | 久富惟晴                           | 井上孝雄                                                                                                   |
| ジョーンズ       | パトリック・マクグーハン | 納谷悟朗                       | 川合伸旺                           | 金内吉男                                                                                                   |
| バスロフ         | アーネスト・ボーグナイン | 雨森雅司                       | 金井大                             | 富田耕生                                                                                                   |
| アンダース       | ジム・ブラウン           | 森川公也                       |                                    | |
| ガーベイ提督     | ロイド・ノーラン         |                                |                                    | 大木民夫                                                                                                   |
| オストロフスキー | アルフ・ケリン           |                                |                                    | 青野武 |
| ボブ・レイバン   | ジェラルド・オローリン   |                                |                                    | 宮田光 |
| カートライト     | マイケル・T・ミクラー    |                                |                                    | 仲木隆司                                                                                                   |
| 不明 その他      |                          |                                |                                    | 池田勝 飛田辰男 中原茂 鈴木清信 梅津秀行 渡部猛 山口健 桜庭祐一 村山明 清川元夢 屋良有作 長堀芳夫 目黒裕一 |
|                  |                          |                                |                                    | |
| 演出             | 演出                     |                                |                                    | 春日正伸                                                                                                   |
| 翻訳             | 翻訳                     |                                |                                    | 進藤光太                                                                                                   |
| 効果             | 効果                     |                                |                                    | 赤塚不二夫                                                                                                 |
| 調整             | 調整                     |                                |                                    | 山田太平                                                                                                   |
| 制作             | 制作                     |                                | オムニバスプロモーション           | 日米通信社                                                                                                 |
| 解説             | 解説                     | 芥川也寸志                     | 水野晴郎                           | 淀川長治                                                                                                   |
| 初回放送         | 初回放送                 | 1973年2月15日 『木曜洋画劇場』 | 1977年9月28日 『水曜ロードショー』 | 1983年2月27日 『日曜洋画劇場』                                                                             |

## アカデミー賞受賞/ノミネート
- 第41回アカデミー賞

| ノミネート |                                               |
| 撮影賞     | ダニエル・L・ファップ                         |
| 視覚効果賞 | ジョセフ・マクミラン・ジョンソン ハル・ミラー |